# Superliga de Turquía Femenina 2023-24
La Superliga de Turquía Femenina 2023-24 fue la 28.ª edición de la Superliga de Turquía Femenina, la máxima categoría del fútbol femenino en Turquía. Participaron 16 equipos en 30 jornadas de ida y vuelta.
Galatasaray S.K Se corono campeón del torneo y obtuvo su primer título de liga
Ataşehir Belediyespor, 1207 Antalyaspor y Adana İdman Yurdu terminaron coleros de la tabla y descendieron a la segunda división.

## Clubes
| Equipo                   | Ciudad           |
| ------------------------ | ---------------- |
| 1207 Antalyaspor         | Antalya          |
| Adana İdmanyurduspor     | Adana            |
| ALG Spor                 | Gaziantep        |
| Amed Sportif Faaliyetler | Diyarbakır       |
| Ataşehir Belediyespor    | Estambul         |
| Beşiktaş J.K.            | Estambul         |
| Beylerbeyi               | Estambul         |
| Fatih Karagümrük S.K.    | Estambul         |
| Fatih Vatan Spor         | Estambul         |
| Fenerbahçe S.K.          | Estambul         |
| Ankara BB Fomget GS      | Ankara           |
| Galatasaray S.K.         | Estambul         |
| Gaziantep Asyaspor       | Gaziantep        |
| Hakkarigücü Spor         | Hakkari          |
| Kdz. Ereğlispor          | Karadeniz Ereğli |
| Trabzonspor              | Trabzon          |

## Clasificación
| Pos | Equipo             | Pts | PJ | G  | E | P  | GF | GC  | DIF  | Nota               |
| --- | ------------------ | --- | -- | -- | - | -- | -- | --- | ---- | ------------------ |
| 1   | Galatasaray (C)    | 71  | 30 | 23 | 2 | 5  | 71 | 29  | 42   | Clasificado a UWCL |
| 2   | Ankara BB FOMGET   | 69  | 30 | 22 | 3 | 5  | 78 | 21  | 57   |                    |
| 3   | Fenerbahçe         | 66  | 30 | 21 | 3 | 6  | 82 | 27  | 55   |                    |
| 4   | Beşiktaş           | 59  | 30 | 19 | 2 | 9  | 71 | 29  | 42   |                    |
| 5   | Beylerbeyi         | 57  | 30 | 17 | 6 | 7  | 68 | 25  | 43   |                    |
| 6   | ALG Spor           | 55  | 30 | 17 | 4 | 9  | 51 | 36  | 15   |                    |
| 7   | Fatih Karagümrük   | 52  | 30 | 15 | 7 | 8  | 60 | 33  | 27   |                    |
| 8   | Hakkarigücü        | 43  | 30 | 13 | 4 | 13 | 51 | 58  | −7   |                    |
| 9   | Kdz. Ereğli Bld.   | 39  | 30 | 11 | 6 | 13 | 40 | 40  | 0    |                    |
| 10  | Amed               | 35  | 30 | 9  | 8 | 13 | 42 | 54  | −12  |                    |
| 11  | Trabzonspor        | 33  | 30 | 9  | 6 | 15 | 34 | 44  | −10  |                    |
| 12  | Fatih Vatan        | 30  | 30 | 9  | 3 | 18 | 42 | 58  | −16  |                    |
| 13  | Gaziantep Asyaspor | 26  | 30 | 7  | 5 | 18 | 52 | 75  | −23  |                    |
| 14  | Ataşehir Bld.      | 22  | 30 | 5  | 7 | 18 | 30 | 76  | −46  | Descenso           |
| 15  | 1207 Antalyaspor   | 20  | 30 | 4  | 8 | 18 | 22 | 76  | −54  | Descenso           |
| 16  | Adana İdmanyurdu   | 5   | 30 | 1  | 2 | 27 | 11 | 124 | −113 | Descenso           |

(C) Campeón de la temporada 
| Campeón         |
| Galatasaray S.K |
| 1.° título      |